# Kiseljak
 Ovo je glavno značenje pojma Kiseljak. Za druga značenja pogledajte Kiseljak (razdvojba).
Kiseljak je općina i naseljeno mjesto u Bosni i Hercegovini u Županiji Središnjoj Bosni. 
Udaljen je oko 36 km sjeverozapadno od Sarajeva i oko 55 km jugoistočno od Travnika. Poznat je po izvoru mineralne vode Sarajevskom kiseljaku, kiseljačkim pogačicama i banjskom lječilištu. Prema popisu iz 2013. u Kiseljaku živi 3554 stanovnika, dok područje općine okuplja 20 772 žitelja. Većinu stanovništva čine Hrvati.
Kiseljak se prvi put spominje u 16. stoljeću. U Podastinju blizu Kiseljaka pronađeni su stećci iz srednjega vijeka i rimskoga doba. Godine 1878., nakon što je Bosnu i Hercegovinu zauzela Austro-Ugarska, Kiseljak se počinje razvijati kao banjsko-lječilišno mjesto. Za vrijeme rata u BiH i bošnjačko-hrvatskog sukoba, Kiseljak postaje sjedište brigade »Josip ban Jelačić« i Hrvatskog vijeća obrane (HVO).
O Kiseljaku je Jozo Penava skladao pjesmu koja je postala svojevrsna »himna« općine.

## Zemljopis
Kiseljak se nalazi u srednjoj Bosni, na jugoistoku Središnjobosanske županije. 
Prosječna nadmorska visina je 475 m. Teritorij na kojem je naselje razvijeno, dio je Kiseljačke kotline koja se proteže od Paleške Ćuprije na jugu, do Gromiljaka na sjeveru, a koju okružuju Jasikovica, Graščica, Berberuša, Zahor i druga brda s nadmorskom visinom od 700 do 1423 m. Istočno je strateški važno brdo Stogić.
Kroz Kiseljak protječe rijeka Lepenica, koja u naselju prima pritoke Kreševčicu i Rotiljski potok, te se na sjeveroistočnoj periferiji naselja ulijeva u Fojničku rijeku.
| Busovača, Vitez i Travnik | Kakanj          | Visoko            |
| Fojnica                   | Susjedne općine | Ilijaš            |
| Kreševo                   | Hadžići         | Ilidža i Sarajevo |

## Stanovništvo

### Popisi 1971. – 1991.

#### Općina
| Stanovništvo općine Kiseljak |                  |                  |                  |
| godina popisa                | 1991.            | 1981.            | 1971.            |
| Hrvati                       | 12 550 (51,93 %) | 11 218 (53,32 %) | 10 389 (56,66 %) |
| Muslimani                    | 9778 (40,46 %)   | 7841 (37,26 %)   | 6822 (37,20 %)   |
| Srbi                         | 740 (3,06 %)     | 785 (3,73 %)     | 924 (5,03 %)     |
| Jugoslaveni                  | 600 (2,48 %)     | 765 (3,63 %)     | 55 (0,29 %)      |
| ostali i nepoznato           | 496 (2,05 %)     | 430 (2,04 %)     | 145 (0,79 %)     |
| ukupno                       | 24 164           | 21 039           | 18 335           |

#### Naseljeno mjesto
| Kiseljak, naseljeno mjesto |                |                |                |
| godina popisa              | 1991.          | 1981.          | 1971.          |
| Hrvati                     | 2063 (60,46 %) | 1800 (62,91 %) | 1268 (59,86 %) |
| Muslimani                  | 703 (20,60 %)  | 476 (16,63 %)  | 433 (20,44 %)  |
| Srbi                       | 167 (4,89 %)   | 179 (6,25 %)   | 275 (12,98 %)  |
| Jugoslaveni                | 292 (8,55 %)   | 329 (11,49 %)  | 45 (2,12 %)    |
| ostali i nepoznato         | 187 (5,48 %)   | 77 (2,69 %)    | 97 (4,57 %)    |
| ukupno                     | 3412           | 2861           | 2118           |

### Popis 2013.
| Stanovništvo općine Kiseljak |                  |
| godina popisa                | 2013.            |
| Hrvati                       | 11 823 (57,06 %) |
| Bošnjaci                     | 7838 (37,82 %)   |
| Srbi                         | 409 (1,97 %)     |
| ostali i nepoznato           | 652 (3,15 %)     |
| ukupno                       | 20 772           |

| Kiseljak, naseljeno mjesto |                |
| godina popisa              | 2013.          |
| Hrvati                     | 2853 (80,28 %) |
| Bošnjaci                   | 477 (13,42 %)  |
| Srbi                       | 115 (3,24 %)   |
| ostali i nepoznato         | 109 (3,07 %)   |
| ukupno                     | 3554           |

## Naseljena mjesta
Općinu Kiseljak sačinjavaju sljedeća naseljena mjesta:
Azapovići, 
Badnje, 
Behrići, 
Bilalovac, 
Bliznice, 
Boljkovići, 
Borina, 
Brizje, 
Brnjaci, 
Bukovica, 
Buzuci, 
Čalikovac, 
Čizma, 
Čubren, 
Datići, 
Demići, 
Devetaci, 
Doci, 
Donji Palež, 
Draževići, 
Dubrave, 
Dugo Polje, 
Duhri, 
Duke, 
Gaj, 
Gojakovac, 
Gomionica, 
Gornji Palež, 
Gradac, 
Grahovci, 
Gromiljak, 
Gunjače, 
Hadrovci, 
Han Ploča, 
Hercezi, 
Homolj, 
Hrastovi, 
Ivica, 
Jehovac, 
Katunište, 
Kazagići, 
Kiseljak, 
Kotačala, 
Kovači, 
Krčevine, 
Križići, 
Kuliješ, 
Lug, 
Ljetovik, 
Mahala Gomionica, 
Mahala Višnjica, 
Male Sotnice, 
Markovići, 
Maslinovići, 
Medovci, 
Medovići, 
Miroševići, 
Mrakovi, 
Odrače, 
Paretak, 
Pariževići, 
Pobrđe Milodraž, 
Pobrđe Orahovo, 
Podastinje, 
Podastinjsko Brdo, 
Polje Višnjica, 
Potkraj, 
Radanovići, 
Radeljevići, 
Rauševac, 
Rotilj, 
Solakovići, 
Stojkovići, 
Svinjarevo, 
Šahinovići, 
Toplica, 
Tulica, 
Velike Sotnice, 
Višnjica, 
Zabrđe, 
Završje i 
Žeželovo.

## Uprava
U općini Kiseljak formirano je devet mjesnih zajednica i to:
1. Bukovica 
  - Naselja: Bukovica, Zabrđe, Toplica i Solakovići.
  - Ukupan broj stanovnika 1101.
2. Lepenica
  - Naselja: Kuliješ, Azapovići, Tulica, Homolj, Boljkovići, Gojakovac, D.Žeželovo, G. Žeželovo, Čubren i Ivica.
  - Ukupan broj stanovnika je 2640.
3. Draževići
  - Naselja: Draževići, Radanovići, Buzucu, D. Kovači, G. Kovači, Han Ploča i Grahovci.
  - Ukupan broj stanovnika ove mjesne zajednice je 1576.
4. Brnjaci
  - Naselja: Brnjaci, Čalikovac, Paretak i Ljetovik.
  - Ukupan broj stanovnika 1414.
5. Topole
  - Naselja: Duhri i Potkraj.
  - Ukupan broj stanovnika je 900.
6. Kiseljak
  - Naselja: Čizma, Kiseljak, Parževići, Podastinje, Završje, G. Palež, D. Palež, Borina, Rotilj i Podastinjsko Brdo.
  - Ukupan broj stanovnika je: 6119.
7. Gromiljak
  - Naselja: Gromiljak, Višnjica, Jehovac, Višnjica Polje, Višnjica Mahala, Višnjica Gaj, Svinjarevo, Behrići, Bliznice, Kotačala, Gomionica, Gomionica Mahala, Lug, Križići, Hercezi, Doci, Mrakovi, Dubrave, Katunište, Stojkovići.
  - Ukupan broj stanovnika ove mjesne zajednice je 4870.
8. Brestovsko
  - Naselja: Hrastovi, Velike Sotnice, Dugo Polje, Medovići, Gunjače, Krčevine, Duke, Medovci, Pobrđe, Orahovo, Demići, Hadrovci, Rauševac, Kazagići, Badnje, Male Sotnice, Devetaci, Odrče.
  - Ukupan broj stanovnika je 2991.
9. Bilalovac
  - Naselja: Datići, Pobrđe Milodraž, Maslinovići, Bilalovac, Brizje, Radeljevići, Markovići, Šahinovići, Miroševići.
  - Ukupan broj stanovnika je 1943.[4]

## Povijest
Prvi se put spominje 1530.
U 16. stoljeću dolazi pod Turke, a 1878. pod Austro-Ugarsku. 1918. postaje dio države Slovenaca, Hrvata i Srba, zatim kraljevine Jugoslavije (Vrbaska banovina), pa SFRJ (SRBiH).
Na mjestu današnjeg grada vjerojatno je postojalo naselje u srednjem vijeku, o čemu govori prisutnost većeg broja srednjovjekovnih stećaka na širem i užem području, i pripadalo je župi Lepenica.
Današnji Kiseljak je relativno mlado naselje, koje se razvilo zahvaljujući mnogim izvorištima mineralne vode (kiseljaka) duž cijele kotline, a koji uvjetuju razvoj mjesta kao turističkog i lječilišnog centra.
Mnogi svjetski istraživači, kao sto su Maselier i Chaumette de Fosses, Richard von Erce, Ahmed Dževdet, James Greagh, dr. Otto Blau, navode niz podataka o vrijednosti mineralne vode i njenom korištenju za liječenje, kao i o izvozu vode u bliže i dalje gradove. Nakon austrougarske okupacije, Kiseljak se jače razvija kao banjsko mjesto, te središte trgovine i obrta. Nakon Prvog svjetskog rata nastupila je stagnacija u razvoju, da bi, 1930-ih godina, Kiseljak kao banjsko mjesto ponovo oživjelo.
Poslije 2. svjetskog rata Kiseljak izrasta u uređeniju varošicu i postaje središte jedne relativno veće regije. Grade se komunalni i objekti javne službe, stambene zgrade, prometnice, a povećava se i eksploatacija mineralne vode.
Područje Središnje Bosne obuhvaćeno je velikosrpskim teritorijalnim pretenzijama prema prema planu Krajina-92 Banjolučkog korpusa JNA. Po njemu su ciljali zauzeli Jajce, Bugojno, Travnik i Kotor Varoš te Usoru i Žepče radi spajanja Teslića i uporišta na Ozrenu. Srednjobosanske hrvatske snage u toj su najosjetljivijoj fazi rata bile ključne u zaustavljanju srpskih paravojnih snaga na Komaru, Mravinjcu i Vlašiću. Od travnja 1992. godine pripadnici srpskih paravojnih snaga i tzv. JNA napadaju civilno pučanstvo Općine Travnika i ostale prostore Središnje Bosne. Zborno područje HVO Vitez na proljeće 1992. godine oslobodio je bez borbe vojarnu u Kiseljaku i drugdje po Srednjoj Bosni (Travnik, Novi Travnik, Busovača, Vitez). Tek su za skladište oružja u Slimenima kod Travnika poduzeli oružanu akciju, pri čemu su poginula dvojica pripadnika HVO Vitez, a JNA je za osvetu iz zrakoplova raketirala Busovaču.
Danas se Kiseljak intenzivno oporavlja od posljedica rata. Pri završetku su radovi na aministrativno-poslovnom centru, stambena izgradnja je ubrzana, infrastrukturni objekti se obnavljaju, saniraju, rekonstruiraju. Nove benzinske pumpe, parking-prostori, prodajni objekti, i dr., novo su, ljepše lice ovoga grada. Kiseljak doživljava ekspanziju u svakom pogledu i teži da postane, ako ne najveći i najrazvijeniji, a ono svakako jedan od najvećih i najprosperitetnijih centara srednje Bosne.
Ovo mjesto je, u idiličnom kraju, na ušću triju rijeka, sačuvalo i do danas bogatstvo i ljepotu prirode. U globalu rečeno Kiseljak kao važno tranzitno mjesto prije svega je poznat po svojoj tradiciji (Kiseljačke pogačice, Sarajevski kiseljak, Banjsko lječilište, Termalne vode).
Kiseljak je bio poplavljen početkom listopada 2024.

## Gospodarstvo
Danas je Kiseljak još uvijek važna postaja na raskrižju puteva i samim tim značajno tranzitno sjedište iako je zadržao epitet poznatog lječilišta.
Općina Kiseljak raspolaže velikim prirodnim bogatstvima na kojima su zasnovane perspektive njenog razvoja.
Pored mineralne i termalne vode, radioaktivnog blata i radioaktivnog plina, Kiseljak raspolaže i s velikim šumskim i rudnim bogatstvima, prvenstveno s ležištima crvene i bijele gline (kaolina) i dolomitnog pijeska.
Ono po čemu se Kiseljak danas ističe od drugih gradova u BiH je prije svega mineralna voda – kiseljak. Samo ime i grada govori o važnosti ovog prirodnog fenomena. Još uvijek se točno ne zna kada su na prostorima današnjeg Kiseljaka šiknuli u vis prvi mlazovi mineralne vode i prirodnog ugljičnog dioksida, ali se zna da je više od sto godina nakon što je proučio sva mineralna vrela u BiH dvorski savjetnik iz Beča profesor doktor Ludwig ustvrdio da je kiseljak iz Kiseljaka obzirom na sastav vrhunska mineralna voda među europskim mineralnim vodama. Grad je po tome postao prepoznatljiv u zemlji u svijetu i na tome gradi svoje razvojne i turističke planove.
Godine 1659. turski je putopisac Evlija Čelebija prvi upozorio na ljekovitost mineralne vode. "Nadomak sela (Turci su Kiseljak nazivali Ekši su, što, u prijevodu s turskog jezika, znači kisela voda) izvire nekoliko vrela različite vode. Narav vode svakog vrela je različita; jedno od njih sasvim čovjeka otvara više nego li ricinus, jedno vrelo sasvim čovjeka zatvara, jedno vrelo je dobro za svrab, lišaj i ostale kraste po tijelu, a i za frenjak, jeno vrelo izgleda žuto, te ga siromasi meću u razne čorbe, da čorba bude bolja nego s limunom i ružinim sirćetom. Vodu iz ovog vrela i druge vode nazivaju 'ljuta voda', ali svako vrelo ima drugačiji ukus. Od ovih voda pune trgovci od svake u boce i raznose od vilajeta do vilajeta."
Kiselu vodu 1864. godine, u pismu velikom veziru Fuad-paši, opisuje i turski pisac i državnik Ahmet Dževdet: "Ovdje sam vidio čudnu mješavinu svijeta koji je ovamo došao piti ovu vrlo ljekovitu vodu. Ovamo ljeti dolazi svijet sa svih strana, pa čak i iz Austrije. Ranim jutrom možeš vidjeti Bošnjake u čalmama i dugim fesovima, popove u raznim mantijama, Austrijance u šeširima i druge razne nošnje, kako u ruci drže tas (malu bakrenu čašu, prevučenu kositrom) i piju kiselu vodu, a onda se mirno i dostrojanstveno šeću po parku. Voda je kisela i ima mnogo plina, pomoću kojega izlazi iz zemlje kao vodoskok. Ovu vodu pije svijet u velikoj mjeri iz tasova, lijeva je u boce i šalje čak u Austriju. Ova je voda vrlo dobro sredstvo za otvor. A čudno je što svako drugo sredstvo za otvor slabi stomak i crijeva, dok ova voda upravo protivno djeluje. Ona jača stomak i povećava apetit. Ranim jutrom napije se čovjek vode do mile volje i popije bijelu kavu, s osobitim apetitom ruča, a onda jedva dočeka večeru. Zainteresiralo me je to što ova voda ima oprečna svojstva, otvaranje i hranjivost, te za to upitah jednog liječnika, koji mi odgovori da ova voda još nije točno analizirana, te se i ta tajna još ne zna, ali da svakako u njoj ima magnezija i željeza. Kratko rečeno, ovo je krasna i prokušana ljekovita voda. Kao što zimi idu ljudi iz Carigrada u tople krajeve Italije, trebalo bi još više ovamo dolaziri za ljetne sezone. To ne bi bilo ni teško: Dunavom i Savom do Broda, a onda ovamo kolima."
Kao jedan takav prirodni fenomen djeluje na liječenje po čemu je grad Kiseljak jako poznat. Kiseljačka mineralna voda ispitana je u renomiranim znanstveno-istraživačkim centrima. Tako je poznato da pijenje tople i hladne mineralne vode, dijetalnom ishranom, kupkama u mineralnoj vodi, ugljičnim i blatnim kupkama cijelog tijela i djelomično masažom, parafinskim oblogama i medikamentima postižu se zavidni rezultati u liječenju niza kroničnih oboljenja (šećerna bolest, želučano – crijevna oboljenja, bolesti jetre, bolesti krvotoka, poremećaji metabolizma, reumatska oboljenja….
U Klokotima je poznato ljekovito blato, čiji radioaktivitet, mjeren mahovim jedinicama u C/1 iznosi 3,74 i prirodni CO2 s godišnjom produkcijom od 7000 tona.
U selu Zabrđe je izvor termo-mineralne vode Toplica, kapaciteta 30 dm3/s, čija je izlazna temperatura 25 – 30 Celzijevih stupnjeva.
Na području Kiseljaka su kaptirana četiri mineralna izvora izdašnosti od oko 5 dm3/s : Park, Kiseljačić, Podgaj i Bio-han. Izvore Park i Kiseljačić eksploatira Sarajevski kiseljak s godišnjom produkcijom od 35 000 000 l mineralne vode, a njihova proizvodnja i izvoz na tržište raste iz dana u dan. Danas Sarajevski kiseljak zapošljava toliki broj ljudi da bi gospodarstvo Kiseljaka bilo gotovo nezamisliva bez njegovog postojanja.
Kiseljak je jedan od rijetkih gradova srednjobosanske županije koji se može pohvaliti tradicijom koju je sačuvao do danas. Jedan od primjera su poznate Kiseljačke pogačice po kojima je Kiseljak pored mineralne vode jednako prepoznatljiv.
Kiseljak se poslije ratova brzo gospodarski razvijao. Tako su prije sukoba u BiH na području općine postojala sljedeća državna proizvodna poduzeča: tvornica konfekcije Globus, tvornica mineralne vode Sarajevski kiseljak, tvornica Zrak-auto-elektro oprema, poduzeće za proizvodnju elektromehaničkih prekidača u automobilskoj industriji, tvornica Tehnoplin...

## Simboli

### Grbovi
- Grb koji se koristio od c. 1997. do 2009.
- Grb iz 2009., sličan je suvremenoj inačici kojoj su dodana dva zlatna lista hrasta

### Zastave
Zastava Kiseljaka je svjetloplave boje, na zastavi se nalazi grb općine.
- Zastava koja se koristila od 1990-ih do 2009.
- Inačica od 2009. do 2011.
- Suvremena zastava općine

## Poznate osobe
- Tihomir Blaškić, general HVO
- Suzana Đozo, bosanskohercegovačka novinarka
- Andrea Komšić, hrvatska alpska skijašica
- Ivo Komšić, član član Predsjedništva Republike Bosne i Hercegovine iz reda hrvatskog naroda
- Branko Pleša,  glumac[7]
- Jozo Penava, glazbenik i skladatelj

## Spomenici i znamenitosti
Srednjovjekovnih nalaza je također mnogo, a najbrojniji su stećci. Ima ih na stotine, a samo na podrucju Lepenice postoji 35 nekropola s oko 700 stećaka. Najljepši je stećak Radoja Radosalića u Zabrđu. Po mišljenju dr. Pavla Anđelića, jednog od najvećih bosanskohercegovačkih arheologa, stećak s Brdanjka jedan je od najljepših u cijeloj BiH.
U zaseoku Ukućevcima je 1908. godine pronađena ilirska kaciga, a u zaseoku Bijele Vode nalazilo se ilirsko naselje. Arheolog Mandić 1923. godine je na njivi Povratnica pronašao temelje rimske zgrade i odlomak kamene ploče s natpisom. Medu nekoliko stotina stećaka nalazi se i jedan kojeg narod naziva "Biskupov grob".
Selo Podastinje je pravi povijesni biser, u kojem su tragovi starih kultura, od predpovijesnog vremena do Srednjeg vijeka, toliko bogati i značajni da se nekoliko desetaka arheologa i stručnjaka iz srodnih znanosti, još od prošlog stoljeća bavilo i bavi tim tragovima. Podastinjem dominira krška gruda koju narod naziva Crkvina. Na njenim strmim padinama, u pravcu potoka Paroš i zaseoka Ukućevci, vidljive su impozantne količine predpovijesnejske gradinske keramike, karakteristične za srednje brončano doba, a gradina kako je u svom radu "Lepenica u prethistoriji i antici - arheološka ispitivanja" naveo dr. Pavao Andelić, spada među najveće u Bosni i Hercegovini.
Iz Podastinja potiće i jedan depo rimskog novca (više od 100 komada), pronaden 1884. godine na brežuljku Humac. Dijelovi tog nalaza čuvaju se u Zemaljskom muzeju u Sarajevu, Arheološkom muzeju u Zagrebu, te u Franjevačkom samostanu u Fojnici. Novci potiču od raznih rimskih careva iz dinastije Antonina, počevši od Septimija Severa (193. – 211. n. e.) do Galijena (253. – 268. n. e.).

## Obrazovanje
U Kiseljaku djeluje više osnovnih i srednjih škola.

## Kultura
Prije rata glavna kulturna manifestacija su bile Kiseljačke večeri kulture (KVEK) s nastupima brojnih folklornih sastava i drugih kluturno-umjetničkih društava.
Danas je nositelj glavnog dijela kulturnih manifestacija podružnica HKD Napredak, koja je obnovljena 1990., odmah nakon što je obnovljen rad Društva u BiH.
Napredak organizira likovne kolonije, Dane kruha, te postavlja umjetničke izložbe u Umjetničkom paviljonu Srednje škole Kiseljak.
Narodno sveučilište takoder je aktivno: okuplja mažoretkinje, omogućuje prikazivanje kino-predstava, a u njegovu sastavu djeluje i gradska knjižnica.

## Mediji
- Radiotelevizija Herceg-Bosne
  - TV KISS (do 2019.)
- Radio Kiseljak (KISS FM)

## Sport

### Nogomet
- NK Kiseljak
- NK Brnjaci
- NK Gromiljak Kiseljak

Od 2001. održava se Malonogometni turnir Kiseljak. U Kiseljaku se nalazi Stadion hrvatskih branitelja s kapacitetom od oko 3.000 mjesta.

### Košarka
- KK Kiseljak

### Rukomet
- HRK Kiseljak
- HŽRK Kiseljak

## Gradovi prijatelji
- Grude, Bosna i Hercegovina
- Kaštela, Hrvatska
- Koljnof, Mađarska[9]
- Lipik, Hrvatska
- Rakovski, Bugarska[10]
- Zaprešić, Hrvatska

## Vanjske poveznice
- Službene stranice općine Kiseljak, opcina-kiseljak.org
- Kiseljak - Župa sv. Ilije proroka  Arhivirana inačica izvorne stranice od 16. kolovoza 2011. (Wayback Machine)